# Hans Sydow
Hans Sydow  ( 1879-1946) fue un botánico y destacado micólogo alemán.
Hans comienza su carrera profesional, entre 1904 a 1937, en el "Dresdner Bank" de Berlín, alcanzando a ser Director en 1922. La mayoría de su obra micológica la hace en colaboración con su padre, Paul Sydow, hasta su deceso en 1925.

## Algunas publicaciones
- Bubák, F; H Sydow. 1915. Einige neue Pilze. Ann. Mycologici 13: 7-12
- Diedicke, H; H Sydow. 1908. Über Paepalopsis deformans Syd. Ann. Mycologici 6: 301-305, 12 figs.
- Petrak, F; H Sydow. 1923. Kritisch-systematische Originaluntersuchungen über Pyrenomyzeten, Sphaeropsideen und Melanconieen. Ann. Mycologici 21 (5-6): 349-384
- Petrak, F; H Sydow. 1924. Kritisch-systematische Origenaluntersuchungen über Pyrenomyzeten, Sphaeropsideen und Melanconieen. Ann. Mycologici 22 (1-2): 318-386
- Petrak, F; H Sydow. 1925. Kritisch-systematisch Originaluntersuchungen über Pyrenomyzeten, Sphaeropsideen und Melanconieen. Ann. Mycologici 23: 209-294
- Petrak, F; H Sydow. 1926, publ. 1927. Die Gattungen der Pyrenomyzeten, Sphaeropsideen und Melanconieen. I. Der phaeosporen Sphaeropsideen und die Gattung Macrophoma. Feddes Repertorium Spec. Nov. Regni Vegetabilum Beihefte 42 (1): 1-551
- Petrak, F; H Sydow. 1929. Kritisch-systematisch Originaluntersuchungen über Pyrenomyzeten, Sphaeropsideen und Melanconieen. IV. Ann. Mycologici 27: 87-115
- Petrak, F; H Sydow. 1934. Kritisch-systematisch Originaluntersuchungen über Pyrenomyzeten, Sphaeropsideen und Melanconieen. V. Ann. Mycologici 32: 1-35
- Petrak, F; H Sydow. 1936. Kritisch-systematische Originaluntersuchungen über Pyrenomyzeten, Sphaeropsideen und Melanconieen. VII. Ann. Mycologici 34 (1-2): 11-52
- Petrak, F; H Sydow. 1936. Ein kleiner Beitrag zur Kenntnis der Pilzflora Japans. Ann. Mycologici 34 (3): 237-251
- Petrak, F; H Sydow. 1939. Über die Gattung Amerosporium Speg. und ihre nächsten Verwandten. Physis Buenos Aires 15: 79-86
- Sydow, H. 1905. Mycotheca Germanica Fasc. VII: 301-350. Ann. Mycologici 3: 231-234
- Sydow, H. 1911. Mycotheca Germanica Fasc. XX – XXI: 951-1050. Ann. Mycologici 9 (5): 554-565
- Sydow, H. 1913. Mycotheca Germanica. Fasc. XXIV: 1151-1200. Ann. Mycologici 11: 364-366
- Sydow, H. 1913. Fungi orientalis Caucasici novi. Вестник Тифлисского Ботанического Сада 26: 5-6
- Sydow, H. 1914. Beiträge zur Kenntnis der Pilzflora des südlichen Ostindiens – II. Ann. Mycologici 12 (5): 484-490
- Sydow, H. 1914. Mycotheca Germanica Fasc. XXV-XXVI: 1201-1300. Ann. Mycologici 12: 535-538
- Theissen, F; H Sydow. 1915. Die Dothideales. Ann. Mycologici 13:3 pp. 149 - 746
- Sydow, H. 1921. Mycotheca Germanica Fasc. XXIX-XXXVI: 1401-1800. Ann. Mycologici 19: 132-144
- Sydow, H. 1921. Die Verwertung der Verwandtschaftverhaltnisse und des gegenwartigen Entwicklungsganges zur Umgrenzung der Gattungen bei den Uredineen. Ann. Mycologici 19: 161-175
- Sydow, H. 1921. Novae fungorum species – XVII. Ann. Mycologici 19: 304-309
- Sydow, H. 1922. Über einige weitere im südlichen China (Kwangtung-Provinz) gesammelte Pilze. Ann. Mycologici 20: 61-65
- Ethel Mary Doidge, EM; H Sydow. 1928. The South African species of the Meliolineae. Bothalia 2:2 pp. 424 - 472

### Libros
- Sydow, P; H Sydow. 1904. Monographia Uredinearum seu specierum omnium ad hunc usque diem descriptio et adumbratio systematica: 1. The genus Puccinia (Monografía de Uredinales: todas las especies corrientemente conocidas, descritas y sistemáticamente listadas) 4 vols. pp. 1-972.
- Sydow, P; H Sydow. 1910. Monographia Uredinearum seu specierum omnium ad hunc usque diem descriptio et adumbratio systematica: 2. The genus Uromyces. 396 pp.
- Sydow, P; H Sydow. 1915. Monographia Uredinearum seu specierum omnium ad hunc usque diem descriptio et adumbratio systematica: 3. 728 pp.
- Sydow, P; H Sydow. 1924. Monographia Uredinearum seu specierum omnium ad hunc usque diem descriptio et adumbratio systematica: 4. Uredineae Imperfecti (Peridermium, Aecidium, Monosporidium, Roestelia, Caeoma, Uredo, Mapea). 670 pp.

- La abreviatura «Syd.» se emplea para indicar a Hans Sydow como autoridad en la descripción y clasificación científica de los vegetales.[1]